# Evoluční ontologie
Evoluční ontologie je nesubstančním ontologickým konceptem, který nabízí novou interpretaci skutečnosti – bytí.
Vedle přírodního bytí je jejím předmětem také umělé, člověkem vytvářené a vůči přírodě opoziční, bytí kulturní. Tradiční ontologie, která přírodní a kulturní struktury nerozlišovala, zkoumala přírodní skutečnost bez člověka a přítomnosti kulturního systému. V pojetí bytí preferovala stálost, pasivitu a vratnost. Ontologie evoluční i v pojetí přírodního bytí zdůrazňuje jeho procesualitu, ontickou aktivitu a nevratnost. Vesmírné i pozemské bytí pojímá jako aktivitu napájenou zbytkovou energií velkého třesku, jako evoluci samovolně produkující struktury, uspořádanost, informaci. Přirozená uspořádanost, produkt vesmírné evoluce, může proto vznikat i zanikat. Dnešní kulturní evoluce však přirozené struktury v planetárním měřítku zatlačuje, poškozuje a konstrukčně vestavuje do svých dočasně silnějších struktur umělých. Zánik přirozené uspořádanosti Země, s níž je lidský organismus sourodý, proto ohrožuje lidskou existenci i lidský produkt – planetární kulturu.
Evoluční ontologie se formuje od počátku 90. let 20. století. Jejím autorem je brněnský profesor filosofie Josef Šmajs. Evoluční ontologie se v průběhu prvních desetiletí 21. století stala podkladem také několika autorových apelativních textů pro širší veřejnost. Jedná se o následující texty: Nájemní smlouva se Zemí (2006); Deklarace závislosti (2010); Jedenáct podmínek biofilního obratu kultury (2013); Filosofický koncept Ústavy Země (2015).

## Podstata a cíle evoluční ontologie
Evoluční ontologie vychází nejen z filosofické tradice a současné úrovně rozvoje přírodních věd, ale i z faktu nebezpečné expanze protipřírodní kultury v biosféře. Od tradiční ontologie se liší předmětem i způsobem jeho interpretace. Předmětem tradiční ontologie bylo abstraktně pojaté (neživé) přírodní bytí (řec. fýsis). Předmětem evoluční ontologie je vedle celku přírodního bytí také bytí umělé, kulturní, které je vůči přírodě onticky opoziční. Tato ontologie, ve snaze interpretovat pozemské bytí, proto tematizuje existenciální konflikt kultury se Zemí, který je podstatou ohrožení kultury destabilizovaným ekosystémem planety.
Protože nikdy v minulosti nebylo lidstvo s to ohrozit vlastní budoucnost, tradiční ontologie mohla být abstraktně akademická a individuálně útěšná, mohla např. tematizovat také jen lidský způsob prožívání bytí (např. fundamentální ontologie Martina Heideggera).
Evoluční ontologie, která nadřazenost člověka a kultury nad přírodou odmítá, se pokouší vytvořit adekvátní interpretaci světa i člověka, novou neantropocentrickou kosmologii. Ale není to kosmologie ani fyzikální, ani biologická. Je to kosmologie „kulturologická“, tj. zaměřená na odlišné uspořádání a roli kulturního systému v biosféře. Jejím cílem je zmírnění existenciálního planetárního konfliktu dvou onticky tvořivých evolučních procesů: spontánní aktivity přirozené (tj. přírody) a dočasné lidské aktivity sociokulturní.

## Základní kategorie evoluční ontologie
Při filosofické analýze skutečnosti pracuje evoluční ontologie zejména s těmito kategoriemi:

### Aktivita
Aktivita je vedle evoluce je nejdůležitějším pojmem evoluční ontologie, je atributem veškeré skutečnosti, je podstatou bytí. Protože pozemské bytí je onticky rozštěpené na přírodu a kulturu, evoluční ontologie důsledně rozlišuje spontánní ontickou aktivitu přirozenou, která konstituovala přírodu (včetně člověka), a ontickou aktivitu lidskou, která konstituuje kulturu. Kulturní aktivita je tedy z přirozené aktivity odvozená, ale je dočasná, účelová a protipřírodně orientovaná.

### Evoluce
Evoluce je:
1. onticky tvořivý proces spontánní aktivity velkého třesku, který spolu s vesmírem konstituoval neživou i živou pozemskou přírodu;
2. dočasný a parciální pozemský proces spontánní sociokulturní aktivity lidí, který vytváří kulturu.

Jelikož platí fyzikální zákony zachování látky a energie, tvořivý proces evoluce – přirozené i kulturní – může produkovat jen tvary, formy, struktury, uspořádanost, paměť, tj. informaci. Ontická opozice přirozené a kulturní evoluce souvisí proto s tím, že obě tyto evoluce produkují svůj vlastní typ informace (své vlastní „genotypy“) i své vlastní ontické struktury („fenotypy“).

### Uspořádanost
Uspořádanost je příbuzná s pojmy řádu, informace a paměti. Rozumí se jí strukturní rozmanitost aktivní skutečnosti, tj. to, co její skrytá rámcová jednota (pravidla, řád) umožnila vytvořit, v čem její aktivita zkrystalizovala, co nad jednotnými pravidly (řádem) přírodní či kulturní konstruologie dominuje. Tímto pojmem se myslí jak vnější architektura abiotických, biotických a kulturních struktur, tak skryté procesy udržující identitu těchto struktur (vnitřní architekturu) v určitém rozmezí vnějších a vnitřních podmínek.

### Paměť
Pamětí se v širším slova smyslu rozumí veškerá evolučně vytvořená ontická uspořádanost. Toto široké pojetí paměti je sice věcně i teoreticky správné, ale obsahově se překrývá s pojmem skutečnost. V užším (a častěji využívaném smyslu) se pamětí rozumí vnitřní paměť systému, tj. obsah informace uložené v nosiči informace otevřeného nelineárního systému – přirozeného nebo kulturního.

### Informace
Informace je centrální kategorií evoluční ontologie. Rozumí se jí:
1. uspořádanost skutečnosti, nebo
2. obsah paměti otevřeného nelineárního systému, nebo
3. obsah a smysl zprávy.

Informace, podobně jako uspořádanost jsoucna či jeho paměť v širším i užším smyslu, je hlavním produktem evoluce.
Důsledně se přitom rozlišuje informace přirozená, vytvářená přirozenou evolucí, a informace sociokulturní, vytvářená lidskou ontickou aktivitou (poznávací i praktickou) v průběhu kulturní evoluce. Důvodem tohoto rozlišení je jiný obsah, jiné kódování a jiná ontická role přirozené a sociokulturní informace.

## Ontický konflikt přírody a kultury
Globální ekologická krize je sice vyvolána člověkem jako jediným uměle onticky aktivním druhem, ale její podstatou není rozpor člověka a přírody. Člověk je totiž produktem a částí Země, resp. pozemské i vesmírné evoluce. Podstatou krize je ontická odlišnost (a strukturní nekompatibilita) kulturního a přírodního bytí, pustošení Země jinak uspořádanou a expandující kulturou.
Kulturní bytí není pouze onticky odlišné od bytí přírodního. Formuje se násilnou přestavbou přírody, a proto svou existencí, reprodukcí a evolucí vytváří nejen nepřírodní struktury, ale posiluje i falešné vědomí o lidské nadřazenosti nad přírodou. Také proto hájí evoluční ontologie tezi, že příroda je starší, širší a mocnější systém než kultura, a že musíme subjektivitu přírody uznat a respektovat.
Podle evoluční ontologie spočívá nejvážnější nebezpečí v tom, že se přirozené bytí, nezbytné pro lidskou existenci, po vzniku kultury v plném rozsahu zachovávat nemůže. Přestože je vysoce uspořádané a s lidským organismem sourodé, stává se jen látkou a energií pro vznik a šíření dočasného bytí kulturního. Lidská onticky tvořivá aktivita jeho část transformuje na odlišně uspořádané bytí kulturní. Zvyšování a rozšiřování umělé kulturní uspořádanosti Země, znamená tedy snižování a ubývání její uspořádanosti přirozené, projevuje se poškozováním přírodního bytí.
Neživé struktury materiální kultury, dnes formované téměř ze všech chemických prvků Země, se do přirozené rovnováhy neživých a živých systémů planety nemohou snadno vřazovat. Jejich expanze pozemskou přírodu nejen poškozuje, ale také strukturně mění a likviduje. Formováním umělého „těla“ kultury (zejména výrobní a spotřební techniky) jsou poškozovány a ničeny i ty jedinečné přírodní struktury, které vznikaly dlouhou přirozenou evolucí, a které proto po svém zániku již nikdy nevzniknou. Bez možnosti obnovy je smazávána informace, již do neživých struktur a živých organismů uložila evoluce přírody.

## Biofilní transformace kultury a změna predátorského paradigmatu
Podle evoluční ontologie nám sice s kritikou a překonáváním skrytého predátorského duchovního nastavení příroda nepomůže, ale její krizový stav (oteplování, pustošení, zamořování) musí být teorií i praktickou politikou chápán jako spolehlivá zpětnovazební zpráva o dysfunkčním působení kulturního systému na systém Země. Přírodní evoluce sice v rámci fylogeneze lidského druhu vytvořila naši značně konzervativní biologickou přirozenost, ale predátorské duchovní paradigma kultury se formovalo až v průběhu kulturní evoluce. Jeho základy se objevují téměř na konci relativně klidného vývoje neolitické společnosti, v tzv. době osové před 800 až 200 lety př. n. l. (Karl Jaspers). Protože lidské myšlení se tu poprvé mohlo rozvíjet ve městech, tj. v odloučenosti od praktických problémů, vznikají už v řecké filosofii a vědě nové teoretické pojmy (zejména geometrie a fyziky), ideje a postuláty, které důrazem na ideálno pomíjejí zatím neodhalenou přírodní tvořivost.
Řecká filosofie na jedné straně navazuje na mýtus a zdravý rozum, tj. podporuje běžně užívaný jednoúrovňový způsob interpretace skutečnosti, ale na druhé straně prosazuje – zejména prostřednictvím filosofického odkazu Eleatů (Parmenida) – ideu identity myšlení a bytí. A tyto dva rysy, tj. jednoúrovňový způsob uvažování, a domnělá identita myšlení s bytím, kterou už Platón pochopil jako podřízenost přírody hypostazovaným idejím, vytvářely predátorské duchovní paradigma. To se ovšem projevilo až v novověku, v galileovsko-newtonovské vědě, která se ve spojení s kapitálem zpředmětňovala v materiální výrobě a technice. Toto predátorské paradigma, jehož relativním vrcholem je dnešní abiotická spotřební kultura, však negativně působí i v oblasti vzdělání. Žákům základních, středních a vysokých škol "nasazuje brýle" technologicky redukované a kreativity zbavené podoby přírodního bytí.
Protože skrytý protipřírodní duchovní základ kultury je dlouhodobě neudržitelný, stává se jeho odhalení, oslabení a nakonec i odstranění podmínkou záměrné biofilní transformace kultury. Jen tak může vznikat kultura, která bude s přírodním řádem v co nejmenším rozporu a bude místem pro dlouhodobou existenci lidského druhu.
Aby mohlo dojít ke skutečné změně predátorského paradigmatu duchovní kultury na paradigma biofilní (tj. k ustavení kultury na život orientované a život podporující), je nutné splnit dva rozdílné požadavky současně:
1. evoluční ontologie musí ovlivnit širokou (a tedy i laickou) veřejnost, tj. její základní formulace a principy (tzv. ontologické minimum) musí být všeobecně srozumitelné a přijímané;
2. na vysoké odborné úrovni musí zasáhnout sféru moci – regionální, národní i globální politiku.

Pro tak zásadní kulturní transformaci tedy nestačí nové biofilní paradigma formulovat jen v obecné teoretické podobě (tj. jako abstraktní poznatky a postoje filosofů, vědců a odborníků), ale v nově orientovaném ekologickém vědomí se musí ustavit více úrovní pochopení světa včetně příslušných prakticky aplikovatelných vrstev (např. v oblasti ekologického vzdělávání lidí, v myšlení podnikatelů, politiků a techniků i v hodnotách spotřebitelské veřejnosti).

## Od evoluční ontologie k ekologické etice a politice
Nynější protipřírodní kulturu nelze překonat pouze duchovně, tj. změnami v oblasti lidského vědomí (výchovou, vzděláváním, působením masových médií apod.), a proto je nezbytné celý současný systém kultury přestavět. Znamená to usilovat jak o vznik nové biofilní materiální kultury, tak o vznik nové biofilní etiky, politiky a práva. Jen biofilní politika může pomoci zastavit nekontrolovaný ekonomický růst a zahájit objektivně nutnou přestavbu materiální kultury a technosféry. Taková politika, má-li být demokratická, se však musí formovat zdola i shora. Právě proto může být evolučně ontologické minimum, tj. obecná světonázorová racionalita srozumitelná široké veřejnosti, účinnou podporou nové ekologické politiky.
Podle Josefa Šmajse by dnes "všichni občané měli vědět, že člověk může dlouhodobě žít jen v biosféře podobné té, která ho kdysi zrodila. Nejenom biosféra, ale také globální kultura a technosféra už nemohou extenzivně růst, protože nemají kam expandovat."
V situaci, kdy se předmětem biofilní ekonomiky, politiky a lidského jednání stává celá Země, tedy systém živé i neživé přírody, je nezbytné novou hodnotovou orientaci lidí vyjádřit také pojmově. Novým chápáním přírody i adekvátnějším pojetím kultury. Přírodu je potřebné hodnotově i obsahově rehabilitovat, a to jak v teoretickém, tak i v obyčejném jazyce. Pojem přírody, který by odpovídal realitě, musí být proto kritickou filosofickou syntézou poznatků dnešní vědy. V situaci globální ekologické hrozby vznikají totiž podmínky pro to, aby se z pojmu přírody stala důležitá kategorie vědecká, didaktická, právní i politická.
Velkým úkolem evoluční ontologie je také to, aby se včas prosadilo chápání kultury jako opozičního pojmu ke staršímu a důležitějšímu pojmu přírody. Kultura je totiž člověkem uměle vytvořeným systémem uvnitř staršího systému přirozeného. Nemá vlastní látkovou a energetickou základnu, a proto musí vznikat z vysoce uspořádaných neživých a živých struktur, které zformovala dlouhá přirozená evoluce. Vzniká z přírodních struktur, s nimiž lidský konzervativní organismus zůstal sourodý. A už tento jediný poznatek o nebezpečí, které plyne z poklesu a poškození přirozené uspořádanosti Země, by mohl dnešní politiku upozornit na vážné ohrožení kultury jejím predátorsky nastaveným samovývojem.

## Ohlasy, polemika, kritika
Josef Šmajs získává v roce 1995 za knihu Ohrožená kultura Cenu ministra životního prostředí České republiky. Brzy na to vychází kniha také v anglickém, německém a ruském překladu.
V roce 2006 vychází J. Šmajsovi čtyři hesla (Nature, Culture, Technology, Environmental Philosophy) v prestižní britské Encyclopedia of anthropology.
V roce 2008 vychází v prestižním amsterdamsko-newyorském vydavatelství Rodopi anglická verze Evoluční ontologie (Evolutionary Ontology. Reclaiming the Value of Nature by Transforming Culture). Na tuto knihu se např. ve své práci Reality and Accounting odvolává kanadský profesor ekonomie Richard Mattessich.
V roce 2012 obdržel Josef Šmajs v Novosibirsku za ruský překlad Ohrožené kultury (rus. Kultura pod ugrozoj) Cenu za nejlepší vědeckou knihu roku.
Kromě J. Šmajse se ke konceptu evoluční ontologie hlásí a dále ho rozvíjí např. Petr Jemelka, Vratislav Moudr či Marek Timko. Na stránkách Filosofického časopisu se objevují také kritické či polemické hlasy, zejména z pozic teorie a metodologie vědy (Bohuslav Binka) či postanalytické filosofie a filosofie postpragmatismu (Radim Šíp).